# Brian Lawton
Brian Robert Lawton (* 4. března 1965 v New Brunswicku, New Jersey, Spojené státy americké) je bývalý americký hokejový útočník, který odehrál 483 utkání v NHL.

## Reprezentace
S reprezentací do 20 let se zúčastnil juniorského světového šampionátu 1983 v Sovětském svazu (5. místo).
Dres dospělé reprezentace poprvé oblékl v závěru sezony 1982/83. Po sestupu z elitní skupiny Američané tvořili tým pro B-skupinu mistrovství světa 1983 v Japonsku, kde nemohli využít hráče z NHL. Lawton se turnaje zúčastnil a pomohl k prvnímu místu a postupu.
Absolvoval také Kanadský pohár 1984 (semifinále) a mistrovství světa 1987 v Rakousku (7. místo). O Kanadský pohár 1987 jej připravilo zranění.

### Reprezentační statistiky
| 1983 | USA 20 | MS 20 | 7 | 3 | 1 | 4 | 6  |
| 1983 | USA    | MS B  |   |   |   |   |    |
| 1984 | USA    | KP    | 6 | 5 | 0 | 5 | 4  |
| 1987 | USA    | MS    | 8 | 3 | 3 | 6 | 14 |

## Kariéra
V období 1979–1983 hrál středoškolskou ligu za Mount St. Charles Academy. Stal se první volbou draftu do NHL 1983, kde si ho vybral tým Minnesota North Stars. Poprvé v historii se jedničkou draftu nestal Kanaďan. Ze začátku oblékal dres s číslem 98, což evokovalo u novinářů, že bude jen o stupínek horší, než superhvězda Wayne Gretzky (99). V organizaci North Stars strávil pět sezon. V létě 1988 jej po přípravném kempu klub chtěl poslat do záložního klubu v IHL, což odmítl a začal stávkovat. O tři dny později jej Minnesota prodala do New York Rangers. V letech 1988–90 prostřídal v NHL ještě dresy Hartford Whalers, Boston Bruins a Québec Nordiques.
Sezonu 1990/91 hrál IHL za Phoenix Roadrunners, farmu klubu Los Angeles Kings, se kterým měl na tuto sezonu kontrakt. V roce 1991 posílil nově vzniklý klub NHL San José Sharks. Již ve druhé sezoně 1992/93 ale vypadl ze sestavy. Práva na hráče sice v lednu koupil celek New Jersey Devils, ale za hlavní mužstvo nenastoupil. Ročník dohrál v IHL a po něm ukončil kariéru.

## Klubové statistiky
- Debut v NHL – 5. října 1983 Los Angeles Kings – Minnesota North Stars 3:3
- První bod v NHL – 12. října 1983 Minnesota North Stars – Calgary Flames 7:5
- První gól v NHL – 16. října 1983 Chicago Blackhawks – Minnesota North Stars 4:3

| 1983/84    | Minnesota North Stars | NHL        | 58  | 10  | 21  | 31  | 33  | 5  | 0 | 0 | 0  | 10 | Minnesota North Stars |
| 1984/85    | Minnesota North Stars | NHL        | 40  | 5   | 6   | 11  | 24  | —  | — | — | —  | —  | Minnesota North Stars |
|            | Springfield Indians   | AHL        | 42  | 14  | 28  | 42  | 37  | 4  | 1 | 1 | 2  | 2  | Minnesota North Stars |
| 1985/86    | Minnesota North Stars | NHL        | 65  | 18  | 17  | 35  | 36  | 3  | 0 | 1 | 1  | 2  | Minnesota North Stars |
| 1986/87    | Minnesota North Stars | NHL        | 66  | 21  | 23  | 44  | 86  | —  | — | — | —  | —  | Minnesota North Stars |
| 1987/88    | Minnesota North Stars | NHL        | 74  | 17  | 24  | 41  | 71  | —  | — | — | —  | —  | Minnesota North Stars |
| 1988/89    | New York Rangers      | NHL        | 30  | 7   | 10  | 17  | 39  | —  | — | — | —  | —  | New York Rangers      |
|            | Hartford Whalers      | NHL        | 35  | 10  | 16  | 26  | 28  | 3  | 1 | 0 | 1  | 0  | Hartford Whalers      |
| 1989/90    | Hartford Whalers      | NHL        | 13  | 2   | 1   | 3   | 6   | —  | — | — | —  | —  | Hartford Whalers      |
|            | Quebec Nordiques      | NHL        | 14  | 5   | 6   | 11  | 10  | —  | — | — | —  | —  | Quebec Nordiques      |
|            | Maine Mariners        | AHL        | 5   | 0   | 0   | 0   | 14  | —  | — | — | —  | —  | Boston Bruins         |
|            | Boston Bruins         | NHL        | 8   | 0   | 0   | 0   | 14  | —  | — | — | —  | —  | Boston Bruins         |
| 1990/91    | Phoenix Roadrunners   | IHL        | 63  | 26  | 40  | 66  | 108 | 11 | 4 | 9 | 13 | 40 | Los Angeles Kings     |
| 1991/92    | San Jose Sharks       | NHL        | 59  | 15  | 22  | 37  | 42  | —  | — | — | —  | —  | San Jose Sharks       |
| 1992/93    | San Jose Sharks       | NHL        | 21  | 2   | 8   | 10  | 12  | —  | — | — | —  | —  | San Jose Sharks       |
|            | Kansas City Blades    | IHL        | 9   | 6   | 4   | 10  | 10  | —  | — | — | —  | —  | San Jose Sharks       |
|            | Cincinnati Cyclones   | IHL        | 17  | 5   | 11  | 16  | 30  | —  | — | — | —  | —  | New Jersey Devils     |
| Celkem NHL | Celkem NHL            | Celkem NHL | 483 | 112 | 154 | 266 | 401 | 11 | 1 | 1 | 2  | 12 |                       |

## Po kariéře
Po ukončení kariéry si dokončil studia na Univerzitě v Minnesotě a začal pracovat jako hráčský agent. V letech 2008–2010 byl generálním manažerem klubu NHL Tampa Bay Lightning. Jako odborný analytik působí v přímých přenosech z NHL.
Bývá zmiňován jako jedna z nejhorších prvních voleb draftu v historii NHL. 